# Южаков, Николай Антонович
Никола́й Анто́нович Южако́в (1807 — 1 [13] января 1886) — русский военный деятель, генерал от кавалерии (1884), участник основных военных кампаний николаевской эпохи; отец экономиста и социолога, издателя «Большой энциклопедии» Сергея Южакова.

## Биография
Родился в 1807 году. Происхождение из дворян Томской губернии. Сын Антона Лукича Южакова. После учебы в частном учебном заведении 13 апреля  1820 года вступил на службу юнкером в Иркутский драгунский (позже гусарский) полк.

## Продвижение по службе
- корнет (2 июля 1822 года)
- поручик (7 мая 1824 года)
- за отличие в сражении при г. Варшаве в произведен в Штабс-Ротмистры (24 марта 1832 года)
- за отличие по службе Ротмистра переведен в Александрийский гусарский полк (5 мая 1833 года)
- утвержден командиром 2 эскадрона (21 сентября 1836 года)
- за отличие по службе получил чин  майора (7 сентября 1837 года)
- утвержден Командиром 1-го дивизиона Ахтырского Гусарского полка (26 ноября 1838 года)
- утвержден подполковником (14 декабря 1842 года)
- утвержден полковником (25 октября 1845 года
- утвержден командиром 2-го Сводного Резервного Гусарского (Лейб-Гусарского Его Величества) полка  (17 апреля 1851 года).
- за отличие по службе получил чин Генерал-Майора с оставлением в должности и с зачислением по Армейской кавалерии (27 марта 1855 года).
- назначен Младшим помощником Начальника 4 Кавалерийской дивизии (23 июля 1858 года).
- назначен младшим помощником Начальника 5 Кавалерийской дивизии (24 марта 1860 года)
- назначен Командиром резервной Бригады 5-й Кавалерийской Дивизии (1 июня 1863 года)
- произведен в Генерал-Лейтенанты с оставлением в должности (23 марта 1866 года)
- зачислен в запас Армейской кавалерии, с сохранением получаемого им содержания (4 октября 1882 года)
- произведен в Генералы от Кавалерии с увольнением из Запаса Армии в отставку, с мундиром и с пенсией полного оклада (16 сентября 1884 года)
- Умер в Екатеринославе 1 января 1886 года. Похоронен на Волковском православном кладбище.

## Семья
Жена Елизавета Сергеевна Щербачева (1830-03.12.1890). Похоронена вместе с мужем на Волковском православном кладбище. 
Дети:
- Сергей Николаевич Южаков
- Елизавета Николаевна Южакова
- Евгений Николаевич Южаков.

## Награды
- Святого Георгия 4 класса за выслугу в офицерских чинах 25 лет (1853)
- Святого Станислава 1 степени (1862)
- Святой Анны 1й степени(1864)
- Святого Владимира 3 степени (1860)
- Святой Анны 2 степени с Императорской короной (1851)
- Святой Анны 2 степени без короны (1847)
- Святой Анны 4 степени с надписью за храбрость (1829)
- Святого Станислава 4 степени (с 1839 года 3 степени) (1835)
- Серебряная медаль за Турецкую войну 1828 и 1829 годов
- Серебряная медаль за взятие приступом г. Варшавы 25 и 26 чисел Августа 1831 года
- Бронзовая медаль в память войны 1853—1856 годов
- Знак отличия за военные достоинства 4 степени и беспорочной службы за XXX лет (1862)
- Знак отличия и беспорочной службы XL (1867)
- Золотая Табакерка украшенная бриллиантами с вензельным изображением Императорского Его Величества.